# Droiture
La droiture est un concept théologique présent dans le judaïsme, le christianisme et l'islam, et dans d'autres croyances non-abrahamiques. Elle est un attribut qui implique que les actions d'une personne sont justifiées et peut avoir pour connotation que la personne a été jugée ou reconnue comme menant une vie en accord avec la volonté de Dieu dans ces religions.

## Étymologie
Le mot « droiture » est composé de deux éléments : la racine « droit » et le suffixe « -ure ». « Droit » serait issu de l'ancien français « dreit » (cité dans le serment de Strasbourg de 842), lui-même issu du latin « directus », désignant au sens figuré, quelque chose ou quelqu'un « direct, sans détour, juste ». Le latin aurait une racine issue de l'indo-européen commun « *reg » signifiant « diriger en droite ligne ». Le suffixe « -ure » proviendrait soit du latin « -ura », indiquant le participe futur actif d'un verbe, soit du grec « οὐρά » (ourá) signifiant « queue ». On peut donc dire que ce mot indique le fait de « redresser » ou « mettre debout », par opposition à une position couchée ou courbée antérieure.
En anglais, le mot « droiture » est traduit par  « righteousness » ou « rectitude ». William Tyndale (traducteur de la Bible en anglais en 1526) remodela le mot à partir de l'ancien rihtwis, qui aurait produit en anglais moderne « *rightwise » ou « *rightways ». Il l'a utilisé pour traduire la racine hébreu צדקים (TzDYQ), tzedek qui désigne un homme juste et apparait plus de 500 fois dans la Torah (ou Bible hébraïque), et du mot grec δίκαιος (dikaios), qui apparait près de 200 fois dans le Nouveau Testament.

## Religions

### Égypte
Dans l'enseignement de l'Égypte ancienne, le redressement du djed, exprimant la résurrection d'Osiris et de tout défunt qui l'imite, renvoie à une notion avant tout physique ou corporelle. 

### Judaïsme
La droiture est l'un des principaux attributs de Dieu (qui agit toujours dans le sens du bien et de la justice) selon le Tanakh de la Bible hébraïque. Son sens principal désigne une conduite humaine juste car conforme à l'éthique et menant ainsi à se sanctifier. 
La droiture est donc la traduction du mot hébreu tsadik ; sa racine est צדק, et signifie « justice ».
Tzadik est également la racine du mot tsedaka qui peut être traduit en français par « charité » mais signifie littéralement « justice » ou « droiture » : faire la charité est faire justice, rendre ce qui a été octroyé, prêté par Dieu à ceux à qui cela revient.
L'homme droit, l'homme de bien, est appelé tsadik, ce qui veut dire « juste » car il applique la justice demandée par Dieu à travers l'observance de la Loi et tout son comportement. 
Cette notion fondamentale dans le judaïsme apparaît en plus de 500 occurrences dans la Bible hébraïque et notamment dans les Lévitique 19:36, Deutéronome 25:1; Psaumes 1:6; Proverbes 8:20. Dans le Livre de la Genèse, le mot tsadik apparaît lorsque Abraham tente de sauver les justes de Sodome et Gomorrhe. Dans le Livre de Job, le personnage du titre est présenté comme parfaitement « droit ».
Dans la tradition juive, l'appellation tsadik sert également de titre et désigne un rebbe charismatique, ou maître spirituel de grande envergure dans le hassidisme, voire dans le Talmud et la Kabbale, un mystique, un homme pieux doté de pouvoirs surnaturels, servant d'intermédiaire entre Dieu et le peuple juif.
Selon une tradition talmudique, il existerait de par le monde et à chaque génération, 36 justes (tsadikim) anonymes qui ignorent le plus souvent qu'ils le sont, et sur lesquels reposent le monde.
Des noms bibliques ou actuels sont dérivés du mot tsadik comme Melchisedek ou Sadok.
Les non-Juifs qui ont sauvé la vie de Juifs pendant la Seconde Guerre mondiale se sont comportés de façon droite et sont distingués en tant que Justes parmi les nations.

#### Selon le rav Kook
Au sujet du comportement dans la droiture, le grand-rabbin Abraham Isaac Kook considère que « l’amendement moral de toute la collectivité, comme celui de l’individu, trouve sa place aux deux échelons bien connus de la droiture (yachar, ce qui est droit) naturelle et du contrôle (kovech, qui se conquiert) de soi » :
« Tant que (l'individu) ne s’est pas élevé au sommet de la perfection morale, tant que sa nature ne porte pas encore profondément imprimée la marque de l’intégrité et du bien, il lui est difficile de suivre le droit chemin, il est forcé de livrer bataille à chaque pas, il est obligé de pilonner ses forces mauvaises, de les dominer, et parfois même de les annihiler. Le début du chemin, c’est celui du contrôle de soi. Tant que je ne suis pas un grand tsadik, je suis obligé de  rester dans la maîtrise, je ne peux pas me laisser emporter par ma nature. Si je ne suis pas un grand tsadik, et si je décide malgré tout de suivre ma nature – qui n’est pas encore bien nette – je tomberai dans les fautes. C’est seulement lorsque l’homme s’élève à la hauteur de la droiture et que sa nature s’est affinée, que la maîtrise deviendra une gêne, et qu’il n’en aura plus besoin. »

### Christianisme
Le christianisme s'inscrit dans la tradition hébraïque de la droiture éthique (première Épître de saint Paul aux Thessaloniciens, 2:10) et légale (première Épître de saint Paul aux Corinthiens, 4:4). La notion de droiture est développée chez de nombreux penseurs et philosophes chrétiens ; Cattiaux, par exemple, décrit à bien des reprises l'homme ou l'esprit « droit ».

### Islam

#### Usage de la notion dans les traductions françaises du Coran
En Islam, la notion de « droiture » est présente dans plusieurs sourates du Coran. Il s'agit de la seule voie menant au Paradis selon ce dernier.
La droiture désigne le livre du Coran lui-même :

« [Un livre] d’une parfaite droiture pour avertir d’une sévère punition venant de Sa part et pour annoncer aux croyants qui font de bonnes œuvres qu’il y aura pour eux une belle récompense. »

— Coran, sourate 18, verset 2
Le terme est présent dans plusieurs autres sourates, dont :

« Ô vous qui croyez ! Craignez Allah et parlez avec droiture. »

— Sourate 33, verset 70

« Il ne leur a été commandé, cependant, que d’adorer Allah, Lui vouant un culte exclusif, d’accomplir la Salat et d’acquitter la Zakat. Et voilà la religion de droiture. »

— Sourate 98, verset 5

#### Différences d'usage en fonction des langues de traduction
Il est important de noter que les équivalents du terme « droiture » dans d'autres langues ne sont pas utilisés de la même façon. Ainsi, là ou la version en anglais du Coran utilisera le mot « righteousness » (« droiture »), la version française préfèrera le mot « pieux » pour la traduction,.
Par exemple, le verset 83 de la sourate 28 (Al-Qasas) a deux traductions différentes :

« We will give the home of the Hereafter to those who do not want arrogance or mischief on earth; and the end is best for the righteous. »

« Cette Demeure dernière, Nous la réservons à ceux qui ne recherchent, ni à s’élever sur terre, ni à y semer la corruption. Cependant, l’heureuse fin appartient aux pieux. »

De même, le verset 177 de la sourate 2 diffère (Al-Baqara) :

« Righteousness is not that you turn your faces to the east and the west [in prayer].  But righteous is the one who believes in God, the Last Day, the Angels, the Scripture and the Prophets; who gives his wealth in spite of love for it to kinsfolk, orphans, the poor, the wayfarer, to those who ask and to set slaves free.  And (righteous are) those who pray, pay alms, honor their agreements, and are patient in (times of) poverty, ailment and during conflict.  Such are the people of truth.  And they are the God-Fearing. »

« La bonté pieuse ne consiste pas à tourner vos visages vers le Levant ou le Couchant. Mais la bonté pieuse est de croire en Allah, au Jour dernier, aux Anges, au Livre et aux prophètes, de donner de son bien, quelqu’amour qu’on en ait, aux proches, aux orphelins, aux nécessiteux, aux voyageurs indigents et à ceux qui demandent l’aide et pour délier les jougs, d’accomplir la Salat et d’acquitter la Zakat. Et ceux qui remplissent leurs engagements lorsqu’ils se sont engagés, ceux qui sont endurants dans la misère, la maladie et quand les combats font rage, les voilà les véridiques et les voilà les vrais pieux ! »

## Sources
- (en) Cet article est partiellement ou en totalité issu de l’article de Wikipédia en anglais intitulé « Righteousness » (voir la liste des auteurs).